# Pyrinia flavida
Pyrinia flavida là một loài bướm đêm trong họ Geometridae.